# Mystic Love
Mystic Love es el séptimo álbum de estudio de la banda de reggae argentina Los Pericos, lanzado en 1998. Este álbum empieza una nueva etapa musical para la banda. Es el primer disco que grabaron en su estudio Robledo Sound Machine y que luego mezclaron en Los Ángeles. Tiene dos partes bien diferenciadas, la primera con canciones bien pericas como "Sin Cadenas", "Pupilas Lejanas", "Monkey Man" o "La Hiena" y la segunda más experimental con "Islandia", "Rata China" o "Mónaco GP". Fue votado en muchas encuestas como uno de los mejores discos de la historia del rock latinoamericano[cita requerida].

## Lista de canciones
| N.º | Título                                                | Letras                        | Música                | Duración |  |
| 1.  | «Sin cadenas»                                         | Los Pericos                   | Los Pericos           | 4:30     |  |
| 2.  | «Pupilas lejanas»                                     | Los Pericos                   | Los Pericos           | 3:54     |  |
| 3.  | «Don Juan» («Golden Love»)                            | Los Pericos                   | Lord Creator          | 3:39     |  |
| 4.  | «Mi flor»                                             | Los Pericos                   | Los Pericos           | 4:50     |  |
| 5.  | «La hiena»                                            | Los Pericos                   | Los Pericos           | 3:23     |  |
| 6.  | «Monkey Man»                                          | Toots Hibbert                 | Toots Hibbert         | 2:44     |  |
| 7.  | «La mirada»                                           | Los Pericos                   | Los Pericos           | 4:45     |  |
| 8.  | «Buenos días»                                         | Los Pericos                   | Los Pericos           | 4:05     |  |
| 9.  | «Ska Tijuana»                                         | Los Pericos                   | Los Pericos           | 3:13     |  |
| 10. | «Los libros de la buena memoria»                      | Luis Alberto Spinetta         | Luis Alberto Spinetta | 5:51     |  |
| 11. | «Rata china»                                          | Los Pericos                   | Los Pericos           | 1:39     |  |
| 12. | «Islandia»                                            | Los Pericos                   | Los Pericos           | 3:44     |  |
| 13. | «Mystic Love»                                         | Los Pericos                   | Los Pericos           | 4:29     |  |
| 14. | «El mejor lugar» («Don't Stay Out Late»)              | Los Pericos                   | Lord Creator          | 2:44     |  |
| 15. | «Donde van las almas / Tambores bohemio»              | Los Pericos                   | Los Pericos           | 5:02     |  |
| 16. | «Mónaco G.P.»                                         | Los Pericos                   | Los Pericos           | 3:50     |  |
| 17. | «Pericos versión grabador» («I Gotta Keep On Movin'») | Los Pericos · Curtis Mayfield | Curtis Mayfield       | 4:18     |  |

## Músicos invitados
- Damian Bolotin, Javier Casalla, Brigitta Danko: Violines.
- Sergio Rivas: Contrabajo.
- Slava Poloudine, Diego Sanchez: Cellos.
- Ramon Flores, Miguel Ángel Tallarita, Juan Cruz Urquiza: Trompetas.
- Miguel Ángel Tallarita, Juan Cruz Urquiza: Flugerhorn.
- Alejandro Terán: Viola, saxo tenor.
- Juan Scalona, Bebe Ferreyra: Trombones.
- Axel Krygier: Flauta traversa.
- Leo Aras: Clarinete bajo.
- Juan Pablo Compaired: Saxo barítono.
- Alejandro Franov: Sitar.
- Juanse
- Guillermo Bonetto

## Ficha técnica
- Grabado: en Robledo Sound Machine (Bs. As., Argentina).
- Mezclado: en Rusk Sound Studios (Hollywood).
- Ingeniero de grabación: Eduardo Bergallo, Eduardo Mackinlay.
- Ingeniero de mezcla: Gustavo Borner.
- Arte y diseño: Diego Chemes.
- Producción fotográfica: Chemes,Patrik Liotta.